# コルンバヌス

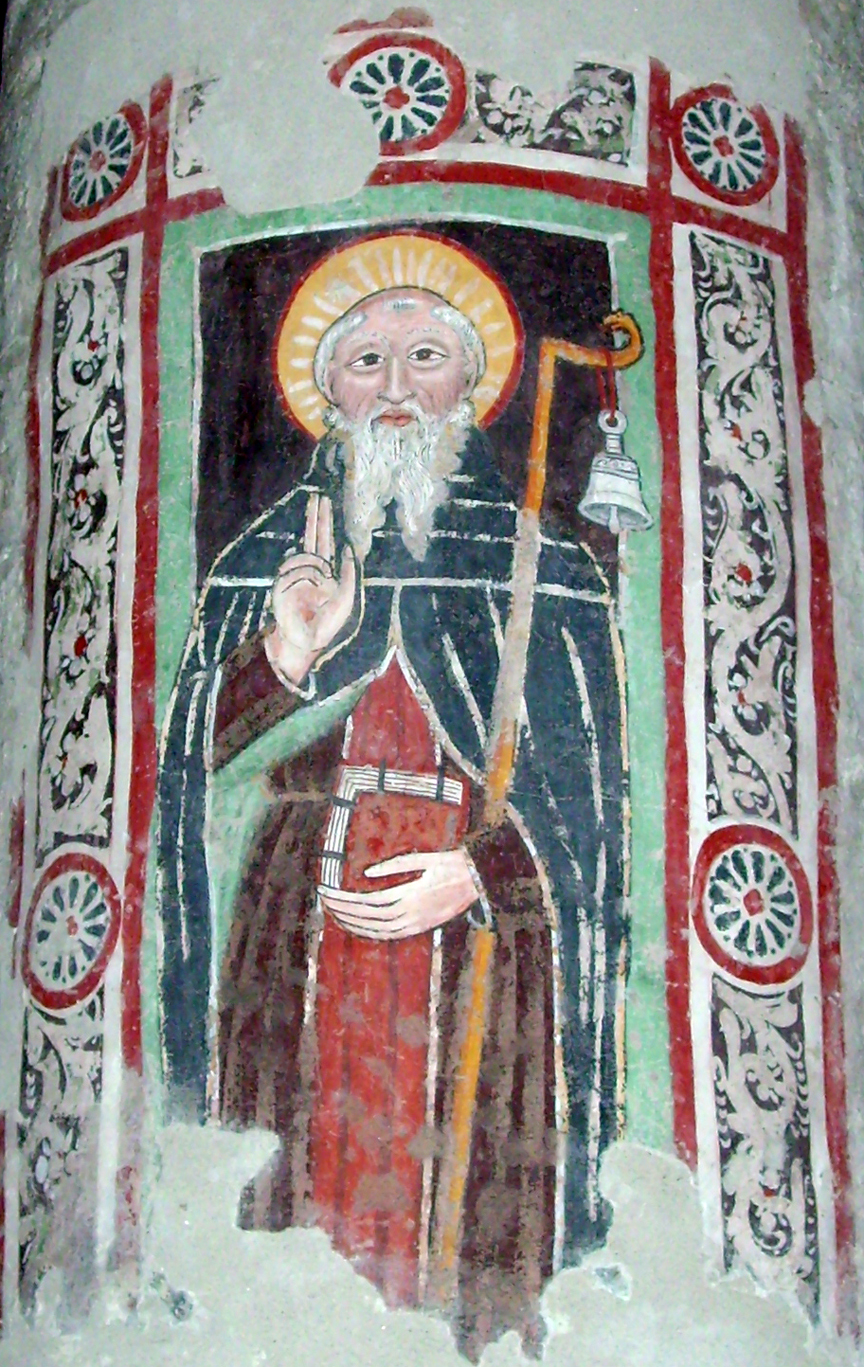
ブルニャート大聖堂（英語版）のフレスコ画

コルンバヌス（ラテン語: Columbanus, アイルランド語: Columbán コルンバン、543年 - 615年11月21日）は、アイルランド出身の修道士。カトリック教会の聖人暦では聖コロンバン修道院長。コロンバヌスと表記されることもある。混同しやすいので注意が必要だが、同じくアイルランド出身の修道士コルンバと対比して小コルンバとも称される。
フランスからアルプス北麓、北イタリアにかけて、西ヨーロッパの広い地域に宣教して、大きな影響を遺したことから、「ヨーロッパの聖人」・「ヨーロッパの父」と評されることがある。

## 生涯
コルンバヌスは543年ごろにアイルランド東部レンスター地方にあったミーズ王国で生まれ、ダウン県のバンゴール修道院(en:Bangor Abbey)で学んだ。
590年に12人の弟子とともに大陸に渡来し、ガリア人にキリスト教の福音を説いた。ブルグント（ブルゴーニュ地方）の領主に歓待され、ヴォージュ山脈のリュクスイユ（en:Luxeuil-les-Bains）などに修道院を設立した。リュクスイユ修道院（en:Luxeuil Abbey）では20年間過ごし、ここで彼は『修道規則』を著した。この本は彼に従う人びとのために書かれたものであり、現存するもっとも古いケルト古教会の修道規則である。
しかし、フランク王国の教会はアイルランドからの宣教師が強い影響力を持つことに反対し、特にコルンバヌスが定めたアイルランド的な典礼や復活祭日算定法などで対立、教会会議でコルンバヌスの意見は認められず、さらに、宮廷と法廷の行動を批判したことにより、ヴォージュの地を追放された。
スイスのトゥッゲン（en:Tuggen）、オーストリアのブレゲンツなどアルプス北麓を放浪し、ついにはローマを目指してイタリアへ越えた。スイスで分かれた弟子には、のちに大陸におけるケルト古教会の一大拠点として栄えたザンクト・ガレン修道院を開創した聖ガルス（en:Saint Gall）がいる。
ミラノのランゴバルド王から受け入れられ、613年にボッビオに修道院（en:Bobbio Abbey）を設立。この地で615年に亡くなったが、聖人の教えを受け継いだ多くの弟子たちがさらに数多くの修道院を設立し、ボッビオとその周辺は、北イタリアでその後数世紀にわたって、キリスト教の中心地として栄えた。

## 崇敬・後世への影響
カトリック教会と正教会において聖人として崇敬される。カトリック教会においては、オートバイの守護聖人とされている。
1916年、2人のアイルランド人司祭によって創立されたカトリックの宣教団体聖コロンバン会（en:Missionary Society of St. Columban）は、彼を保護の聖人としている。